# Things We Lost in the Fire
Things We Lost in the Fire – piąty album studyjny amerykańskiego zespołu indierockowego Low. Wydawnictwo zostało pozytywnie ocenione przez krytyków i zdobyło 87/100 punktów na stronie Metacritic. Magazyn Pitchfork Media umieścił je na 117. miejscu listy najlepszych albumów dekady.

## Lista utworów
1. "Sunflower" – 4:39
2. "Whitetail" – 5:03
3. "Dinosaur Act" – 4:13
4. "Medicine Magazines" – 4:33
5. "Laser Beam" – 2:54
6. "July" – 5:35
7. "Embrace" – 5:37
8. "Whore" – 4:23
9. "Kind of Girl" – 3:30
10. "Like a Forest" – 2:27
11. "Closer" – 5:06
12. "Untitled" – 0:46
13. "In Metal" – 4:19

Niektóre edycje zawierają także utwory "Overhead" i "Don't Carry It All".